# 315218 La Boétie
315218 La Boétie è un asteroide della fascia principale. Scoperto nel 2007, presenta un'orbita caratterizzata da un semiasse maggiore pari a 2,2703622 au e da un'eccentricità di 0,1114942, inclinata di 6,31757° rispetto all'eclittica.
L'asteroide era stato inizialmente battezzato 315218 La Boetie per poi essere corretto nella denominazione attuale.
L'asteroide è dedicato al filosofo francese Étienne de La Boétie.